# 阿拉尔环形轨道观光线
阿拉尔环线轨道观光线为中国新疆维吾尔自治区阿拉尔市蓝泊湾创意农业观光园内运营的一个小火车类游乐设施，全长8公里。

## 介绍
该小火车时速为7公里，全长8公里，于2016年全面贯通。该小火车可以让游客领略三五九旅屯垦戍边的历史。

## 历史
2018年，浙江在线记者探访阿拉尔市“蓝泊湾”小镇，采访了十团负责人，该负责人表示小火车可以行驶4公里，绕小镇一圈。